# Phaonia malayana
Phaonia malayana este o specie de muște din genul Phaonia, familia Muscidae, descrisă de Malloch în anul 1935. Conform Catalogue of Life specia Phaonia malayana nu are subspecii cunoscute.